# Guerra contra la pobreza

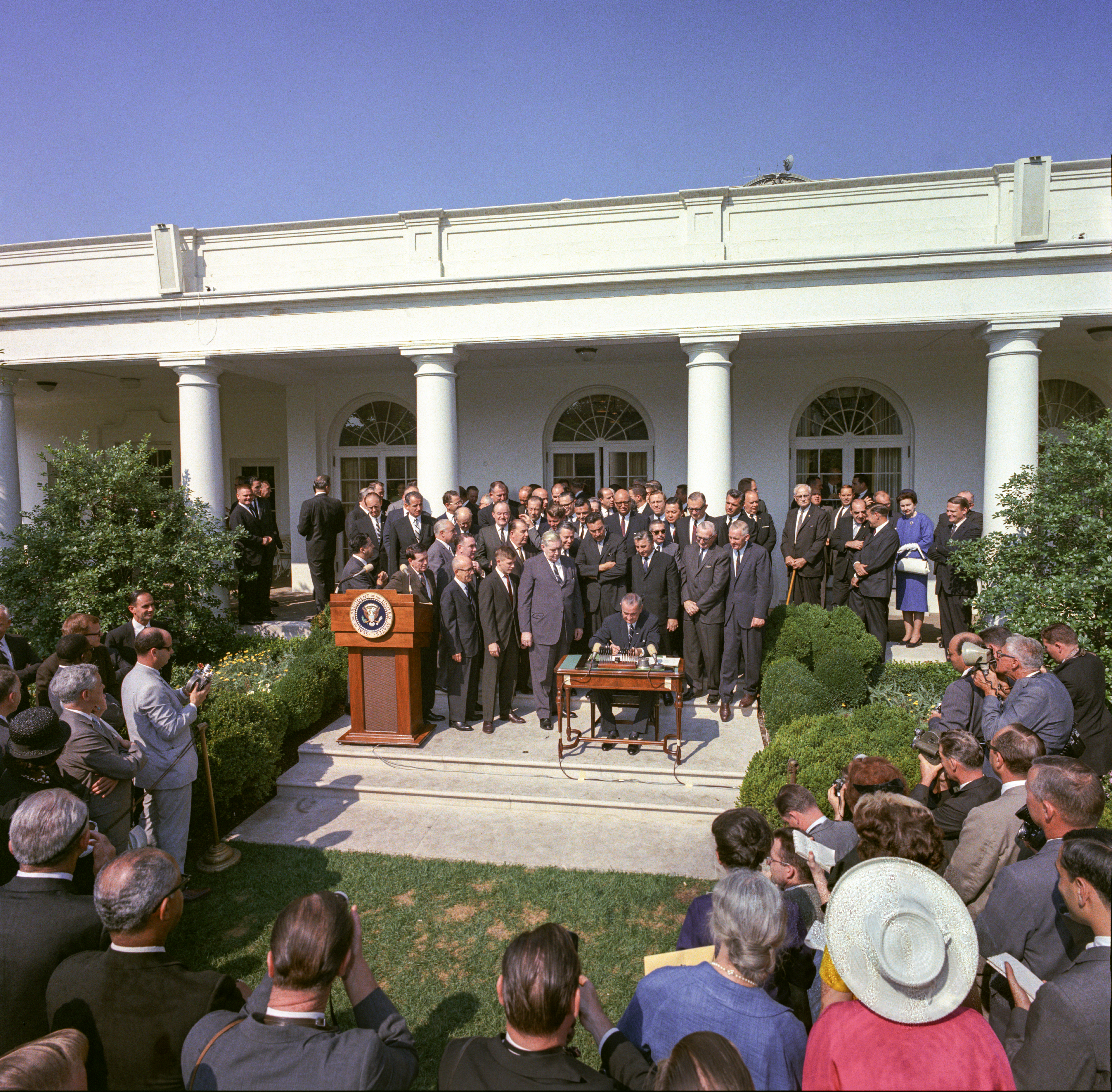
El presidente Lyndon B. Johnson firma el proyecto de Ley de Pobreza, también conocida como Ley de Oportunidades Económicas, ante la mirada de periodistas y los partidarios del proyecto de ley, el 20 de agosto de 1964

La «guerra contra la pobreza» (en inglés: War on poverty) fue el nombre no oficial de la legislación presentada por primera vez por el presidente de Estados Unidos, Lyndon B. Johnson, durante su discurso sobre el estado de la Unión del 8 de enero de 1964. Johnson propuso esta nueva legislación en un intento de combatir las tasas de pobreza del país a través de una renovada intervención del Estado. Los cuarenta programas establecidos por las nuevas leyes tenían como objetivo último eliminar la pobreza, que por entonces afectaba a uno de cada cinco estadounidenses —un 19% en 1964— a través de la mejora de las condiciones de vida de los residentes de los barrios donde se concentraba la población de bajos ingresos y con ayudas a los pobres para acceder a oportunidades que mejorasen su situación económica, algo que durante mucho tiempo se les había negado.
Formó parte de las políticas de la llamada «Gran Sociedad», un intentó de mejorar y expandir la educación y la atención médica para la reducción de la pobreza mediante el aumento de la intervención del gobierno federal, así como sus atribuciones. Estas políticas fueron vistas como una continuación del New Deal de Franklin D. Roosevelt, desarrollado entre 1933 y 1937, y las cuatro libertades formuladas también por Roosevelt en 1941. Johnson declaró que «nuestro objetivo no es solo aliviar los síntomas de la pobreza, sino curarla y sobre todo prevenirla».
Los programas de la Gran Sociedad del presidente demócrata Lyndon Johnson, incluida la «guerra contra la pobreza», se preservaron e incluso se ampliaron durante las administraciones republicanas posteriores de Richard Nixon y Gerald Ford. Sin embargo, los cambios ideológicos que se produjeron en las décadas de 1980 y 1990 en Estados Unidos condujeron a una desregulación y críticas crecientes al modelo de bienestar estadounidense, que culminó en la firma por parte del presidente Bill Clinton de la Ley de Responsabilidad Personal y Oportunidades Laborales de 1996, que en palabras de Clinton «puso fin al bienestar tal y como lo conocíamos». 
A pesar de la eliminación de programas o fuertes reducciones presupuestarias, algunas iniciativas de la «guerra contra la pobreza» continúan existiendo, como los programas federales Head Start, Volunteers in Service to America (VISTA), TRiO y Job Corps.

## Principales iniciativas

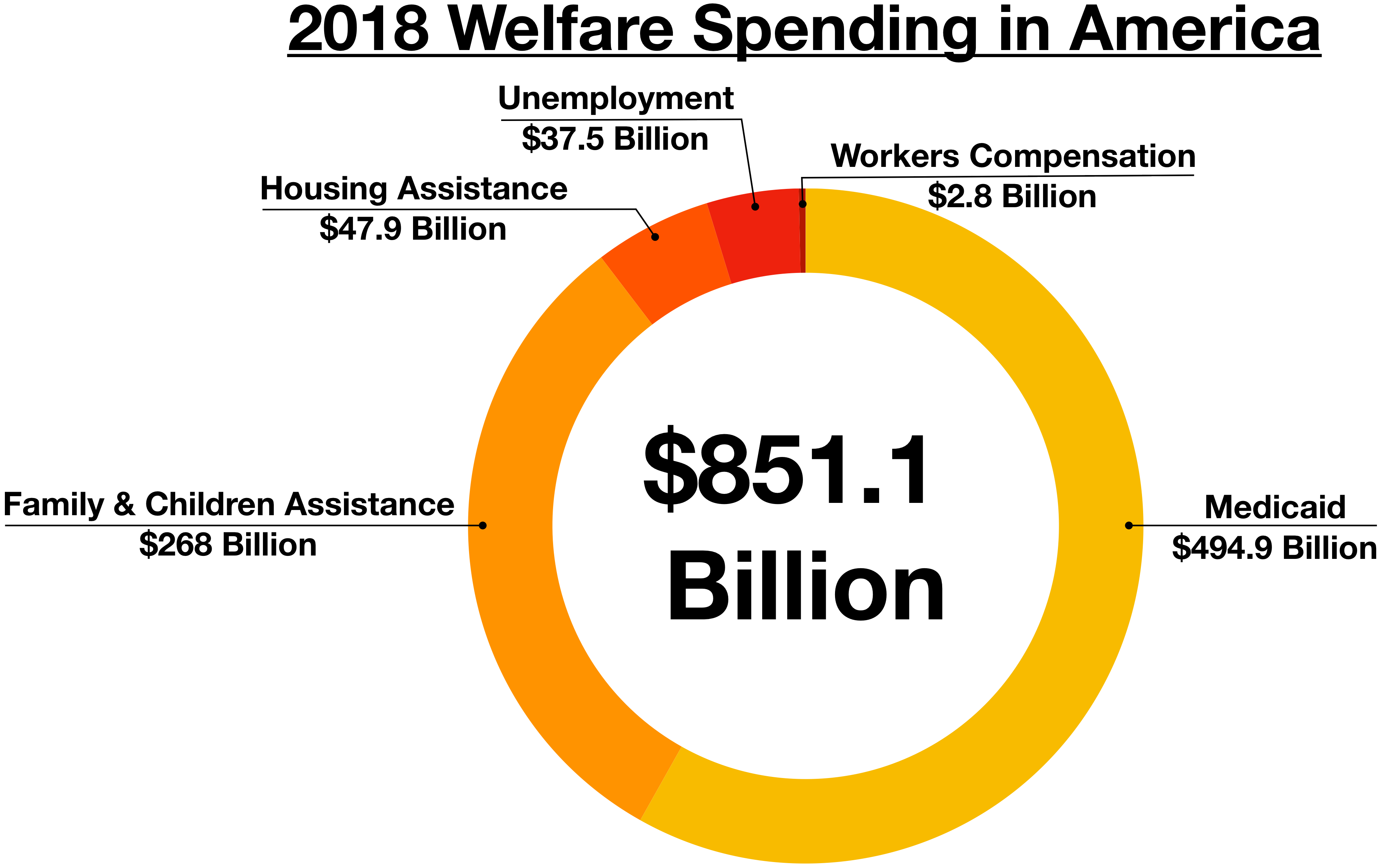
Gasto social de Estados Unidos en 2018. Más de la mitad se dedicó a la subvención de la atención médica de personas pobres a través de Medicaid, programa creado por Lyndon B. Johnson.

El 20 de agosto de 1964 entró en vigor la Ley de Oportunidades Económicas, que creó el Programa de Acción Comunitaria, Job Corps y la Volunteers in Service to America (VISTA), pieza central de la guerra contra la pobreza. La Ley de Cupones para Alimentos de 1964 entró en vigor el 24 de agosto de ese mismo año.
En 1965 entraron en vigor otras importantes iniciativas como la Ley de educación primaria y secundaria —el 11 de abril— y la Ley del Seguro Social del 19 de julio, que puso en marcha Medicare y Medicaid, piezas centrales de las políticas sociales estadounidenses hasta hoy.
La Oficina de Oportunidades Económicas fue la agencia responsable de administrar la mayoría de los programas creados durante la Administración de Lyndon B. Johnson, incluidos VISTA, Job Corps, Head Start, Servicios Legales y el Programa de Acción Comunitaria. La OEO se estableció en 1964 y rápidamente se convirtió en el objetivo de los críticos de la «guerra contra la pobreza». Los directores de la OEO incluyeron a Sargent Shriver, Bertrand Harding y Donald Rumsfeld.
La OEO lanzó el programa Head Start como un programa de verano de ocho semanas en 1965. El proyecto fue diseñado para ayudar a acabar con la pobreza al proporcionar a los niños en edad preescolar de familias de bajos ingresos un programa destinado a satisfacer sus necesidades emocionales, sociales, de salud, nutricionales y psicológicas. Head Start fue luego transferido a la Oficina de Desarrollo Infantil, dependiente del Departamento de Salud, Educación y Bienestar —más tarde el Departamento de Salud y Servicios Humanos— por el gobierno de Nixon en 1969.  
El presidente Johnson también anunció un segundo proyecto para seguir a los niños del programa Head Start, que comenzó en 1967 con el proyecto Follow Through, el experimento educativo más grande y costoso jamás realizado por el gobierno de Estados Unidos, que lo financió hasta 1995. El programa tenía por objeto capacitar a jóvenes desfavorecidos y en riesgo. Proporcionó formación a más de dos millones de jóvenes desfavorecidos en materia académica, profesional y social integrada, formación que necesitaban para ganar independencia y conseguir trabajos de calidad a largo plazo o continuar su educación. Job Corps continúa ayudando a 70.000 jóvenes anualmente en 122 centros por todo el país. Además de la capacitación vocacional, muchos Job Corps también ofrecen programas de GED, así como diplomas y programas de secundaria para que los estudiantes alcancen la universidad.

## Resultados y legado

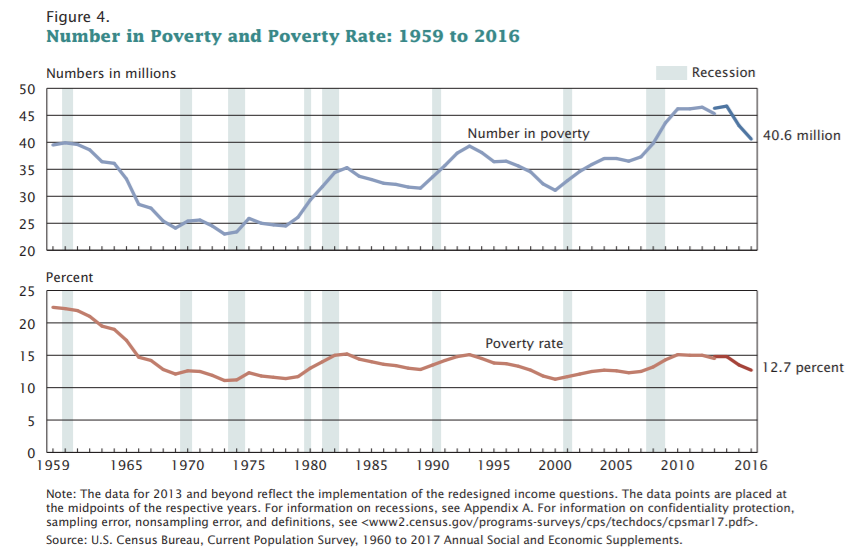
Evolución del número de personas pobres y tasa de pobreza relativa en Estados Unidos entre 1959 y 2016. Tanto los niveles mínimos nominales como porcentuales se dieron desde finales de la década de 1960 y finales de la década de 1970

En la década posterior al comienzo de la «guerra contra la pobreza» en 1964, las tasas de pobreza en Estados Unidos cayeron a su nivel más bajo desde que existían registros (1958). Cuando se promulgó la Ley de Oportunidades Económicas la tasa de pobreza se situaba en un 17,3%, mientras que en 1973 se había reducido al 11,1% y en los años posteriores se mantuvo estable entre el 11 y el 15,2%. Otras fuentes señalan, sin embargo, que la notable disminución de la pobreza había comenzado en 1959, cinco años antes de la introducción de la «guerra contra la pobreza». La llamada línea de pobreza absoluta es el umbral por debajo del cual se considera que una familia o individuo carece de los recursos necesarios para satisfacer las necesidades básicas que le permitan gozar de una vida saludable: un ingreso insuficiente para procurarse los alimentos, vivienda y ropa necesarios para tener buena salud. La pobreza de los estadounidenses de entre 18 y 64 años se redujo solo de forma marginal desde 1966, del 10,5% al 10,1% a principios del siglo XXI. La pobreza disminuyó significativamente entre los estadounidenses menores de 18 años, del 23% en 1964 al 20% en 2009. La disminución más abultada de la pobreza relativa se produjo en la población mayor de 65 años, que disminuyó del 28,5% de 1966 al 10,1% en 2009. 
En 2004 se estimaba que 35,9 millones de personas —el 12% de la población estadounidense, incluidos 12,1 millones de niños que vivían en la pobreza, con un crecimiento promedio de casi un millón al año.
Aunque mantuvo o amplió numerosos programas de la Gran Sociedad de su antecesor, Nixon atacó duramente durante su campaña presidencial algunos de los programas, tildándolos de ineficaces o derrochadores, especialmente el Job Corps, que trató de recortar sustancialmente cuando accedió a la presidencia en 1969. La Oficina de Oportunidades Económicas (OEO), órgano responsable de la mayoría de programas establecidos, fue desmantelada por Ronald Reagan en 1981, y muchos de sus programas fueron discontinuados o transferidos a otros departamentos gubernamentales. Según According to the Readers' Companion to U.S. Women's History, estos cambios de criterios ideológicos se debió en parte a lo siguiente:

Muchos observadores señalan que la guerra contra la pobreza a la América negra creó las bases para la reacción que comenzó en la década de 1970. La percepción de la clase media blanca de que estaba pagando la factura de unos servicios cada vez mayores para los pobres llevó a una disminución del apoyo a los programas del estado de bienestar, especialmente aquellos que se dirigían a grupos y vecindarios específicos. Muchos blancos vieron los programas de la Gran Sociedad como un apoyo a las necesidades económicas y sociales de las minorías urbanas de bajos ingresos; disminuyó su simpatía, especialmente cuando la economía decayó durante la década de 1970.

Un estudio de la National Bureau of Economic Research de 2019 encontró que, según los estándares de pobreza fijados por Johnson, la tasa de pobreza disminuyó entre 1963 y 2017 del 19,5% al 2,3%, lo que a juicio de sus autores «esto sugiere un progreso sustancial en la lucha contra la pobreza absoluta desde que comenzó la guerra contra la pobreza». Sobre la eficacia de los programas para la reducción de la pobreza en general, según la OCDE la tasa de pobreza antes del pago de impuestos y transferencias fue del 28,3% en 2012, en lugar del 17,4% posterior a la intervención estatal. Un estudio publicado por la Universidad de Columbia de 2013 calculó que sin la red de seguridad social, la tasa de pobreza en Estados Unidos habría sido del 29% en 2012, en lugar del 16%.

## Valoraciones
Johnson pronunció el discurso que dio origen a la «guerra contra la pobreza» en un momento en que la pobreza en Estados Unidos se encontraba en franca disminución desde hacía un lustro —el índice de pobreza había caído del 22,4% de 1959 al 19% en 1964. Los republicanos se opusieron reiteradamente a los programas de bienestar social y contra la pobreza que se iban aprobando en el Congreso de Estados Unidos.
Martin Luther King criticó en su libro Where Do We Go from Here: Chaos or Community?  los programas de lucha contra la pobreza, pero no por la idea subyacente, si no por ser «demasiado fragmentada», al decir que «los programas creados bajo el paraguas de la guerra contra la pobreza eran programas de vivienda, capacitación laboral y asesoramiento familiar que tenían una desventaja fatal, porque los programas nunca se han desarrollado de manera coordinada; en ningún momento se ha concebido un programa total, coordinado y plenamente adecuado». King relacionó la guerra en Vietnam con la guerra contra la pobreza en un discurso del 4 de abril de 1967:

Al principio, hubo una conexión muy obvia y fácil entre la guerra de Vietnam y la lucha que yo, y otros, hemos estado librando en Estados Unidos. Hace unos años hubo un momento brillante en esa lucha. Parecía como si hubiera una promesa real de esperanza para los pobres, tanto blancos como negros, a través de los programas de lucha contra la pobreza. Hubo experimentos, esperanza y nuevos comienzos. Luego vino el enredo en Vietnam y vi el programa roto y eviscerado, como si fuera un juguete político ocioso de una sociedad enloquecida por la guerra, y supe que Estados Unidos nunca invertiría los fondos o energías necesarias en la rehabilitación de sus pobres durante mucho tiempo. Mientras, aventuras como la de Vietnam continuaban atrayendo hombres, habilidades y dinero como un tubo de succión destructivo y demoníaco. Así que me vi cada vez más obligado a ver la guerra como un enemigo de los pobres y atacarla como tal.

Esta crítica, comparando la actuación gubernamental en el interior con la del exterior, fue habitual en Luther King. Un mes después del discurso anterior, en el mismo lugar —la iglesia Riverside de New City—, también dijo: «y quizás no lo sepan, amigos míos, pero se estima que gastamos 500.000 dólares para matar a cada soldado enemigo, mientras gastamos solo 53 dólares por cada persona clasificada como pobre, y gran parte de esos 53 dólares se destina a salarios de personas que no son pobres». 
En 1989, el antiguo ejecutivo del Grupo de Trabajo sobre la Pobreza, Hyman Bookbinder, abordó las crecientes críticas a la guerra contra la pobreza características de esa década en un artículo de opinión en The New York Times:

Hoy, las filas de los pobres están aumentando nuevamente [...] Estas y otras estadísticas han llevado a observadores descuidados a concluir que la guerra contra la pobreza fracasó. No, ha logrado muy buenos resultados. La sociedad ha fracasado. Se cansó demasiado pronto de esta guerra, le dio recursos insuficientes y no abrió nuevos frentes como era necesario. Falta de vivienda a gran escala, una explosión de embarazos en adolescentes y hogares monoparentales, analfabetismo desenfrenado, drogas y delincuencia: estos han sido tanto los resultados como las causas de una persistente pobreza. Si bien no es apropiado celebrar el aniversario de la guerra contra la pobreza, es importante señalar algunos de sus grandes logros [...] No podemos permitirnos no reanudar la guerra. De una forma u otra, el problema seguirá siendo caro. De alguna manera, cubriremos las necesidades de supervivencia de los más pobres: asistencia social, cupones de alimentos, camas y techos para las personas sin hogar, Medicaid. Cuanto menos pobres haya, menos problemas habrá para ayudarles. Sacar a la gente de la pobreza es la inversión pública más rentable.

El economista Thomas Sowell criticó los programas, escribiendo que «la familia negra, que había sobrevivido a siglos de esclavitud y discriminación, comenzó a desintegrarse rápidamente en el estado del bienestar liberal que subsidiaba el embarazo en la soltería y que cambió el bienestar de un rescate de emergencia a una forma de vida».
El destacado economista liberal Milton Friedman, argumentó que las políticas de Johnson tuvieron un efecto negativo en la economía por su naturaleza intervencionista, al señalar que «el gobierno se propone eliminar la pobreza, tiene una guerra contra la pobreza y por tanto la pobreza aumenta. Tiene un programa de asistencia social y el programa de asistencia social conduce a un incremento de los problemas. Se desarrolla una actitud generalizada de que la actuación del gobierno no es una forma muy eficiente de hacer las cosas». En líneas generales, los partidarios de las escuelas de pensamiento favorables al liberalismo económico y el conservadurismo social recomiendan combatir la pobreza a través del crecimiento económico y no a través del gasto público.
El historiador Tony Judt por el contrario, opinó de la Ley de Responsabilidad Personal y Oportunidades Laborales de 1996 que «sería difícil concebir un título más orwelliano» y atribuyó la disminución de la popularidad de la Gran Sociedad a su propio éxito, al existir, gracias a los programas de bienestar social, menos gente temerosa del hambre, las enfermedades y la ignorancia. Por tanto, menos personas se preocuparon de garantizar un estándar mínimo a todos los ciudadanos y de aplicar formas de liberalismo social.